# نینا (تگزاس)
نینا (به انگلیسی: Nina) یک منطقهٔ مسکونی در ایالات متحده آمریکا است که در تگزاس واقع شده‌است. نینا ۱۴۱ نفر جمعیت دارد.